# Fußball-Weltmeisterschaft 1950/Gruppe 2
| Pl. | Land    | Sp. | S | U | N | Tore    | Diff. | Punkte |
| --- | ------- | --- | - | - | - | ------- | ----- | ------ |
| 1.  | Spanien | 3   | 3 | 0 | 0 | 006:100 | +5    | 06:0   |
| 2.  | England | 3   | 1 | 0 | 2 | 002:200 | ±0    | 02:40  |
| 3.  | Chile   | 3   | 1 | 0 | 2 | 005:600 | −1    | 02:40  |
| 4.  | USA     | 3   | 1 | 0 | 2 | 004:800 | −4    | 02:40  |

Dieser Artikel behandelt die Gruppe 2  der Fußball-Weltmeisterschaft 1950. Der Gruppensieger Spanien qualifizierte sich für die Finalrunde der WM.

## England – Chile 2:0 (1:0)
| England                                           | England | Chile | Chile |
| ------------------------------------------------- | --- | --- | ----- |
| England                                           | \| 25. Juni 1950 in Rio de Janeiro (Maracanã) \| \| Zuschauer: 29.703 \| \| Schiedsrichter: Karel van der Meer ( Niederlande) \| \| Spielbericht \|                                        | \| 25. Juni 1950 in Rio de Janeiro (Maracanã) \| \| Zuschauer: 29.703 \| \| Schiedsrichter: Karel van der Meer ( Niederlande) \| \| Spielbericht \|                                                                | Chile |
| England                                           | Bert Williams, Alf Ramsey, Billy Wright , Jimmy Dickinson, Laurie Hughes, Jimmy Mullen, Roy Bentley, Wilf Mannion, Stan Mortensen, Tom Finney, John Aston Cheftrainer: Walter Winterbottom | Sergio Livingstone , Manuel Álvarez, Arturo Farías, Fernando Roldán, Miguel Busquets, Hernán Carvallo, Guillermo Díaz, Manuel Muñoz, Atilio Cremaschi, Jorge Robledo, Luis Mayanés Cheftrainer: Alberto Buccicardi | Chile |
| England                                           | 1:0 Mortensen (27.) 2:0 Mannion (51.) | | Chile |
| 25. Juni 1950 in Rio de Janeiro (Maracanã)        | | |       |
| Zuschauer: 29.703                                 | | |       |
| Schiedsrichter: Karel van der Meer ( Niederlande) | | |       |
| Spielbericht                                      | | |       |

## Spanien – USA 3:1 (0:1)
| Spanien                                               | Spanien | USA | USA |
| ----------------------------------------------------- | --- | --- | --- |
| Spanien                                               | \| 25. Juni 1950 in Curitiba (Estádio Durival de Britto) \| \| Zuschauer: 9.511 \| \| Schiedsrichter: Mario Viana ( Brasilien) \| \| Spielbericht \|                                                                    | \| 25. Juni 1950 in Curitiba (Estádio Durival de Britto) \| \| Zuschauer: 9.511 \| \| Schiedsrichter: Mario Viana ( Brasilien) \| \| Spielbericht \|                                   | USA |
| Spanien                                               | Ignacio Eizaguirre , Gabriel Alonso, Josep Gonzalvo, Marià Gonzalvo, Antonio Puchades, Estanislao Basora, Francisco Antúnez, Agustín Gaínza, Silvestre Igoa, Rosendo Hernández, Zarra Cheftrainer: Guillermo Eizaguirre | Frank Borghi, Harry Keough , Joe Maca, Walter Bahr, Charlie Colombo, Ed McIlvenny, Joseph Gaetjens, Gino Pariani, John Souza, Frank Wallace, Adam Wolanin Cheftrainer: William Jeffrey | USA |
| Spanien                                               | 1:1 Igoa (81.) 2:1 Basora (83.) 3:1 Zarra (89.) | 0:1 Pariani (17.) | USA |
| 25. Juni 1950 in Curitiba (Estádio Durival de Britto) | | |     |
| Zuschauer: 9.511                                      | | |     |
| Schiedsrichter: Mario Viana ( Brasilien)              | | |     |
| Spielbericht                                          | | |     |

## Spanien – Chile 2:0 (2:0)
| Spanien                                      | Spanien | Chile | Chile |
| -------------------------------------------- | --- | --- | ----- |
| Spanien                                      | \| 29. Juni 1950 in Rio de Janeiro (Maracanã) \| \| Zuschauer: 19.790 \| \| Schiedsrichter: Alberto Malcher ( Brasilien) \| \| Spielbericht \|                                                           | \| 29. Juni 1950 in Rio de Janeiro (Maracanã) \| \| Zuschauer: 19.790 \| \| Schiedsrichter: Alberto Malcher ( Brasilien) \| \| Spielbericht \|                                                                      | Chile |
| Spanien                                      | Antoni Ramallets , Gabriel Alonso, Josep Gonzalvo, Marià Gonzalvo, Antonio Puchades, Estanislao Basora, César, Agustín Gaínza, Silvestre Igoa, José Luis Panizo, Zarra Cheftrainer: Guillermo Eizaguirre | Sergio Livingstone , Andres Prieto, Arturo Farías, Atilio Cremaschi, Fernando Roldán, Hernán Carvallo, Guillermo Díaz, Manuel Álvarez, Jorge Robledo, Manuel Muñoz, Miguel Busquets Cheftrainer: Alberto Buccicardi | Chile |
| Spanien                                      | 1:0 Basora (17.) 2:0 Zarra (30.) | | Chile |
| 29. Juni 1950 in Rio de Janeiro (Maracanã)   | | |       |
| Zuschauer: 19.790                            | | |       |
| Schiedsrichter: Alberto Malcher ( Brasilien) | | |       |
| Spielbericht                                 | | |       |

## USA – England 1:0 (1:0)
| USA                                                     | USA | England | England |
| ------------------------------------------------------- | --- | --- | ------- |
| USA                                                     | \| 29. Juni 1950 in Belo Horizonte (Estádio Independência) \| \| Zuschauer: 10.151 \| \| Schiedsrichter: Generoso Dattilo ( Italien) \| \| Spielbericht \|                         | \| 29. Juni 1950 in Belo Horizonte (Estádio Independência) \| \| Zuschauer: 10.151 \| \| Schiedsrichter: Generoso Dattilo ( Italien) \| \| Spielbericht \|                                     | England |
| USA                                                     | Frank Borghi, Harry Keough, Joe Maca, Walter Bahr, Charlie Colombo, Ed McIlvenny , Joseph Gaetjens, Gino Pariani, John Souza, Frank Wallace, Ed Souza Cheftrainer: William Jeffrey | Bert Williams, Alf Ramsey, John Aston, Billy Wright , Jimmy Dickinson, Laurie Hughes, Stan Mortensen, Tom Finney, Stanley Matthews, Jimmy Mullen, Roy Bentley Cheftrainer: Walter Winterbottom | England |
| USA                                                     | 1:0 Gaetjens (38.) | | England |
| 29. Juni 1950 in Belo Horizonte (Estádio Independência) | | |         |
| Zuschauer: 10.151                                       | | |         |
| Schiedsrichter: Generoso Dattilo ( Italien)             | | |         |
| Spielbericht                                            | | |         |

## Spanien – England 1:0 (0:0)
| Spanien                                     | Spanien | England | England |
| ------------------------------------------- | --- | --- | ------- |
| Spanien                                     | \| 2. Juli 1950 in Rio de Janeiro (Maracanã) \| \| Zuschauer: 74.462 \| \| Schiedsrichter: Giovanni Galeati ( Italien) \| \| Spielbericht \|                                                             | \| 2. Juli 1950 in Rio de Janeiro (Maracanã) \| \| Zuschauer: 74.462 \| \| Schiedsrichter: Giovanni Galeati ( Italien) \| \| Spielbericht \|                                                         | England |
| Spanien                                     | Antoni Ramallets, Gabriel Alonso, Josep Gonzalvo, Marià Gonzalvo, Antonio Puchades, Estanislao Basora, César, Agustín Gaínza , Silvestre Igoa, José Luis Panizo, Zarra Cheftrainer: Guillermo Eizaguirre | Bert Williams, Alf Ramsey, Bill Eckersley, Billy Wright , Eddie Baily, Jackie Milburn, Jimmy Dickinson, Laurie Hughes, Stan Mortensen, Tom Finney, Stanley Matthews Cheftrainer: Walter Winterbottom | England |
| Spanien                                     | 1:0 Zarra (48.) | | England |
| 2. Juli 1950 in Rio de Janeiro (Maracanã)   | | |         |
| Zuschauer: 74.462                           | | |         |
| Schiedsrichter: Giovanni Galeati ( Italien) | | |         |
| Spielbericht                                | | |         |

## Chile – USA 5:2 (2:0)
| Chile                                           | Chile | USA | USA |
| ----------------------------------------------- | --- | --- | --- |
| Chile                                           | \| 2. Juli 1950 in Recife (Estádio Ilha do Retiro) \| \| Zuschauer: 8.501 \| \| Schiedsrichter: Mário Gardelli ( Brasilien) \| \| Spielbericht \|                                                                | \| 2. Juli 1950 in Recife (Estádio Ilha do Retiro) \| \| Zuschauer: 8.501 \| \| Schiedsrichter: Mário Gardelli ( Brasilien) \| \| Spielbericht \|                                  | USA |
| Chile                                           | Sergio Livingstone , Andres Prieto, Arturo Farías, Atilio Cremaschi, Carlos Ibáñez, Carlos Rojas, Fernando Riera, Jorge Robledo, Manuel Álvarez, Manuel Machuca, Miguel Busquets Cheftrainer: Alberto Buccicardi | Frank Borghi, Harry Keough, Joe Maca, Walter Bahr , Charlie Colombo, Ed McIlvenny, Joseph Gaetjens, Gino Pariani, John Souza, Frank Wallace, Ed Souza Cheftrainer: William Jeffrey | USA |
| Chile                                           | 1:0 Robledo (16.) 2:0 Cremaschi (32.) 3:2 Prieto (54.) 4:2 Cremaschi (60.) 5:2 Riera (82.) | 2:1 Wallace (47.) 2:2 Maca (48.) | USA |
| 2. Juli 1950 in Recife (Estádio Ilha do Retiro) | | |     |
| Zuschauer: 8.501                                | | |     |
| Schiedsrichter: Mário Gardelli ( Brasilien)     | | |     |
| Spielbericht                                    | | |     |